# Silence (Marshmello)
Silence is een nummer van de Amerikaanse dj Marshmello uit 2017, ingezongen door de Amerikaanse hip-hop artiest Khalid.
"Silence" gaat over iemand die strijdt met emoties en zelfverzekerdheid in een relatie. Gedurende het nummer voelt de ik-figuur steeds meer kracht om angsten te overkomen, om daarna de stilte te doorbreken waarin hij zich gevangen voelde. Het nummer werd een wereldwijde hit. In de Amerikaanse Billboard Hot 100 haalde het een bescheiden 30e positie. In de Nederlandse Top 40 haalde het een 15e notering, en in de Vlaamse Ultratop 50 was het goed voor de 6e positie.